# Halle de Lesmont
La halle de Lesmont est une halle située à Lesmont, dans le département de l'Aube, en France.

## Historique
L'édifice est inscrit au titre des monuments historiques en 1982.